# Граса Фильо, Ари
Ари да Силва Граса Фильо (порт. Ary da Silva Graça Filho, род. 23 апреля 1943, Рио-де-Жанейро) — бразильский волейболист, волейбольный функционер, президент ФИВБ (2012—2024).

## Биография
Ари да Силва Граса Фильо (сокр. Ари Граса) родился в Рио-де-Жанейро. В 1966 году окончил Папский католический университет (Pontificia Universidade Catolica), после чего работал адвокатом. С 1968 — на юридических должностях в национальных и международных финансовых организациях. Избран почётным президентом Бразильского института финансовых руководителей. Доктор юридических наук.
Во время обучения в университете Ари Граса серьёзно увлёкся волейболом. Выступал за команду «Ботафого», в составе которой трижды (в 1965, 1967 и 1968) становился чемпионом Лиги Кариока (Рио-де-Жанейро). 1963—1968 годах неоднократно привлекался к выступлениям за национальную сборную Бразилии. После окончания спортивной карьеры помимо основной профессиональной деятельности занимался спортивной организационной работой.
В 1993 году Ари Граса был избран членом Исполкома Национального олимпийского комитета (НОК) Бразилии. С 1995 — президент Бразильской конфедерации волейбола. С 2003 — президент Южноамериканской конфедерации волейбола и Панамериканского волейбольного союза.
С 1996 Ари Граса — член Административного совета Международной федерации волейбола (ФИВБ). С 2003 года — вице-президент ФИВБ. 2008—2010 — председатель Комитета по инвестициям ФИВБ, В 2010—2012 — председатель Совета пляжного волейбола ФИВБ.
21 сентября 2012 года на 33-м Конгрессе ФИВБ в Анахайме (США) Ари Граса был избран президентом ФИВБ после ухода в отставку Вэй Цзичжуна, возглавлявшего организацию с 2008 года. 17 ноября 2024 года на 39-м Конгрессе ФИВБ объявил об уходе в отставку по истечении срока полномочий и избран почётным президентом организации.